# Leptacinus intermedius
Leptacinus intermedius es una especie de escarabajo del género Leptacinus, familia Staphylinidae. Fue descrita científicamente por Donisthorpe en 1936.
Se distribuye por Suecia, Finlandia, Reino Unido, Noruega, Alemania, Italia, Dinamarca, Estonia, Canadá y Polonia. La especie se mantiene activa durante todos los meses del año.